# Condado de Union (Oregón)
El condado de Union es uno de los 36 condados del estado estadounidense de Oregón. La sede del condado es La Grande, al igual que su mayor ciudad. El condado tiene un área de 5 280 km² (de los cuales 5 km² están cubiertos por agua) y una población de 24 530 habitantes, para una densidad de población de 5 hab/km² (según censo nacional de 2000). Este condado fue fundado en 1864.

## Geografía

### Condados adyacentes
- Condado de Umatilla (oeste)
- Condado de Wallowa (este)
- Condado de Baker (sur)
- Condado de Grant (suroeste)

## Demografía
Para el censo de 2000, había 24 530 personas, 9 740 cabezas de familia, y 6 516 familias residiendo en el condado. La densidad de población era de 12 habitantes por milla cuadrada.
La composición racial del condado era:
- 94,29% blancos.
- 0,51% negros o negros americanos.
- 0,85% nativos americanos.
- 0,85% asiáticos.
- 0,62% isleños.
- 1,22% otras razas.
- 1,67% de dos o más razas.

Había 9 740 cabezas de familia, de las cuales el 30% tenían menores de 18 años viviendo con ellas, el 55,1% eran parejas casadas viviendo juntas, el 8,5% eran mujeres cabeza de familia monoparental (sin cónyuge), y 33,1% no eran familias.
El tamaño promedio de una familia era de 2,94 miembros.
En el condado el 24,6% de la población tenía menos de 18 años, el 12,1% tenía de 18 a 24 años, el 23,5% tenía de 25 a 44, el 25% de 45 a 64, y el 14,7% eran mayores de 65 años. La edad promedio era de 38 años. Por cada 100 mujeres había 95,1 hombres. Por cada 100 mujeres mayores de 18 años había 92,4 hombres.

## Economía
Los ingresos medios de una cabeza de familia del condado eran de USD$33 738 y el ingreso medio familiar era de $40 520. Los hombres tenían unos ingresos medios de $33 028 frente a $21 740 de las mujeres. El ingreso per cápita del condado era de $16 907. El 8,5% de las familias y el 13,8% de la población estaban debajo del umbral de pobreza. Del total de gente en esta situación, 13,6% tenían menos de 18 y el 9,5% tenían 65 años o más.

## Localidades

### Ciudades incorporadas
| - Cove - Elgin - Imbler - Island City | - La Grande - North Powder - Summerville - Unión |

### Áreas no incorporadas
| - Alicel - Camp Elkanah - Hilgard - Hot Lake - Medical Springs | - Orodell - Perry - Pondosa - Starkey - Telocaset |